# Вик, Карел
Карел Вик (чеш. Karel Vik; 4 ноября 1883, Горжице, Австро-Венгрия — 8 октября 1964, Турнов, ЧССР) — чешский и чехословацкий живописец живописец, график, иллюстратор, сценограф. Заслуженный артист Чехословакии (1953). Академик.

## Биография
Образование получил в Пражской академии изобразительных искусств в 1902—1908 годах под руководством Рудольфа фон Оттенфельда.
В 1917 году участвовал в создании Ассоциации чешских художников-графиков «Холлар». Вскоре переехал в Турнов, где также участвовал в основании группы «Turnovské dílo».

## Творчество

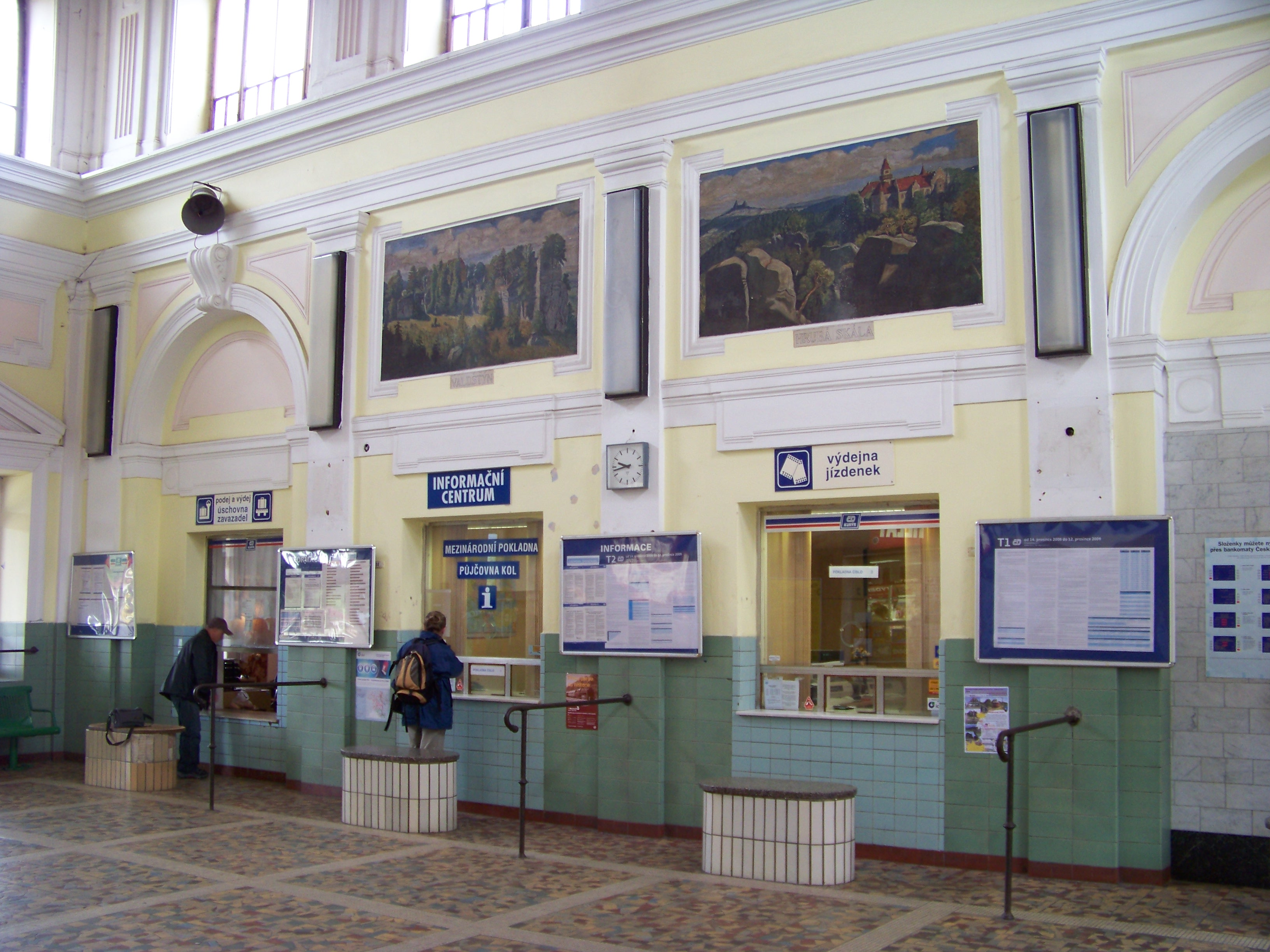
Картины К. Вика на вокзале Турнова, Либерецкий край, Чехия

Художник-график, визуалист, бо́льшую часть его работ составляли гравюры на дереве.
Первая серия его гравюр на дереве под названием «На горе» была увидела свет в 1917 году, за ней последовала серия «Чешский рай». Проиллюстрировал монографию «Прага и Словакия».
С 1941 года был членом Чешской академии наук и искусств, в 1948 году получил .
Успешно экспонировал свои картины на выставке графики в Лейпциге.
Работы художника хранятся во многих музеях Чехии и Европы. Некоторые его полотна проданы австрийским аукционным домом «Доротеум».

## Награды
- Заслуженный артист Чехословакии (1953)
- орден Труда (1958)
- премия Союза чешских художников Йозефа Манеса